# Póvoa de Varzim, Beiriz e Argivai
Póvoa de Varzim, Beiriz e Argivai, (oficialmente: União das Freguesias de Póvoa de Varzim, Beiriz e Argivai) é uma freguesia portuguesa do município de Póvoa de Varzim, com 12,6 km² de área e 35 435 habitantes (censo de 2021). A sua densidade populacional é 2 812,3 hab./km².
É uma das duas freguesias que compõem a cidade da Póvoa de Varzim  e, de longe, a mais povoada entre as sete freguesias do município, agrupando mais de metade da população total. A população em 2011 era de 34 266 habitantes numa área de 12,60 km². A freguesia é composta por duas zonas: uma urbana (a poente) e outra suburbana (a nascente), estas zonas dividem-se pelo atravessamento da autoestrada A28.
A freguesia constitui o sul da cidade da Póvoa de Varzim e tem topologias e demografias distintas. Inclui áreas como o Bairro Sul piscatório, torres de apartamentos a norte, o primitivo núcleo romano e medieval da Póvoa de Varzim em volta do Bairro da Matriz, do Largo das Dores e da Rua da Junqueira, a antiga paróquia de Argivai e a zona surburbana de Beiriz, com antigas villas campestres e novas áreas residenciais de classe média e alta.
A junta de freguesia tem cinco polos de atendimento ao cidadão. Argivai, Beiriz, Norte, Sul e a sede localizada na zona do Bairro da Matriz. É servida por cinco paróquias, cada uma servindo um polo da freguesia.

## História
A freguesia sul da cidade da Póvoa de Varzim foi constituída em 2013, no âmbito de uma reforma administrativa nacional. Surgiu pela agregação das antigas freguesias de Póvoa de Varzim, de Beiriz e de Argivai, todas elas localizadas na zona urbana da Póvoa de Varzim. A nova freguesia da cidade resulta não só da realidade contemporânea da cidade da Póvoa de Varzim, mas também de confrontos territoriais entre freguesias e delimitações confusas em  bairros urbanos como Giesteira, Penouces ou Agro-Velho. A freguesia é resultado do trabalho liderado pelo antigo Vice-Presidente da Câmara Municipal da Póvoa de Varzim, Henrique Jorge Campos Cunha,  no seio da Unidade Técnica para a Reorganização Administrativa do Território (UTRAT) que funcionou junto da Assembleia da República.

## Geografia
Parte da freguesia está incluída na cidade da Póvoa de Varzim, tendo como limites o mar a oeste, Aver-o-Mar, Amorim e Terroso a norte, e o concelho de Vila do Conde a este e a sul.
A freguesia é composta pelas antigas freguesias: 

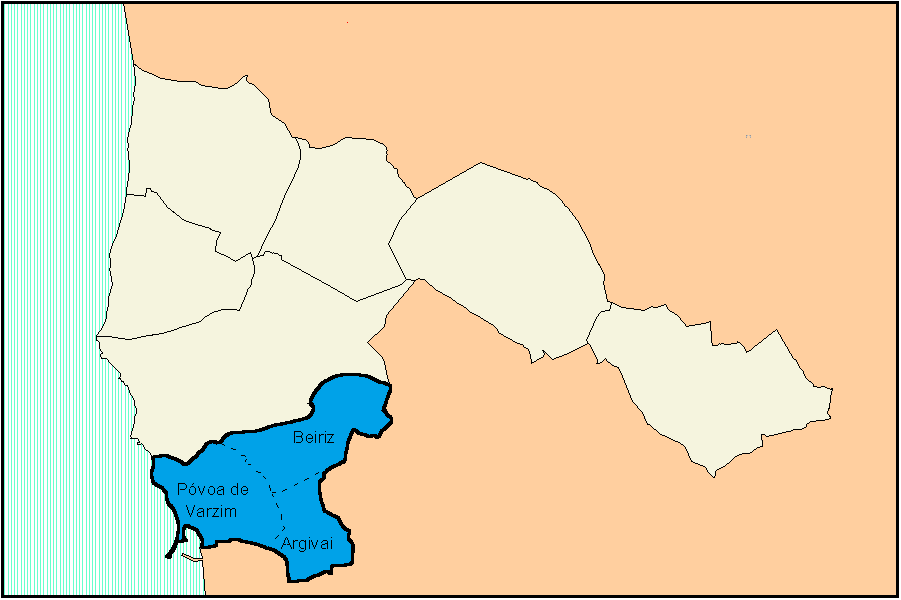
Freguesias do concelho da Póvoa de Varzim. A azul a freguesia de Póvoa de Varzim, Beiriz e Argivai (a tracejado os limites das antigas freguesias).

- Argivai
- Beiriz
- Póvoa de Varzim

## Demografia
A população registada nos censos foi:
| Distribuição da População por Grupos Etários | Distribuição da População por Grupos Etários | Distribuição da População por Grupos Etários | Distribuição da População por Grupos Etários | Distribuição da População por Grupos Etários | Distribuição da População por Grupos Etários |
| -------------------------------------------- | -------------------------------------------- | -------------------------------------------- | -------------------------------------------- | -------------------------------------------- | -------------------------------------------- |
| Antes da agregação                           |                                              |                                              |                                              |                                              |                                              |
| Ano                                          | 0-14 anos                                    | 15-24 anos                                   | 25-64 anos                                   | >= 65 anos                                   | Total                                        |
| 2001                                         | 5881                                         | 5050                                         | 18265                                        | 4030                                         | 33226                                        |
| 2011                                         | 5376                                         | 4031                                         | 19411                                        | 5448                                         | 34266                                        |
| Após a agregação                             |                                              |                                              |                                              |                                              |                                              |
| Ano                                          | 0-14 anos                                    | 15-24 anos                                   | 25-64 anos                                   | >= 65 anos                                   | Total                                        |
| 2021                                         | 4611                                         | 3998                                         | 19454                                        | 7372                                         | 35435                                        |

## Património
- Pelourinho da Póvoa de Varzim
- Coreto da Praça do Almada
- Edifício dos antigos Paços do Concelho da Póvoa de Varzim
- Edifício na Rua Tenente Valadim (fachada com azulejos arte nova)
- Igreja de Nossa Senhora das Dores (Póvoa de Varzim)
- Conjunto ou espaço urbano designado por Passeio Alegre
- Edifício da Câmara Municipal da Póvoa de Varzim
- Solar dos Carneiros, na Rua do Visconde e Rua da Amadinha
- Fortaleza da Póvoa de Varzim
- Igreja Matriz da Póvoa de Varzim
- Farol da Lapa
- Farol de Regufe
- Calves, na periferia urbana, nota-se pelas villas românticas
- Residência Paroquial (Casarão do século XVIII)
- Igreja Paroquial de Beiriz
- Tapetes de Beiriz
- Aqueduto de Santa Clara
- Castro de Argivai
- Capela de Nossa Senhora do Bom Sucesso

## Política
Lista dos presidentes de junta, desde a criação da freguesia em 2013:
| #  | Nome                                      | Partido | Início | Fim  | Obs. |
| -- | ----------------------------------------- | ------- | ------ | ---- | ---- |
| 1º | Daniel Gonçalves Bernardo                 | PPD/PSD | 2013   | 2017 |      |
| 2º | José Ricardo dos Santos Baptista da Silva | PPD/PSD | 2017   |      |      |
| 3º |                                           |         |        |      |      |